# Фалькенштейн, Борис Юльевич
Борис Юльевич Фалькенштейн (1903—1978) — советский зоолог и эколог, доктор сельскохозяйственных наук, профессор, специалист в области прикладной зоологии.

## Биография
Родился 22 марта 1903 года в Санкт-Петербурге.
- 1923—1930 — студент, Ленинградский государственный университет (ЛГУ), г. Ленинград,
- 1930—1931 — ассистент, Всесоюзный институт животноводства ВАСХНИЛ, Ленинград,
- 1931—1975 — руководитель лаборатории зоологии, Всесоюзный научно-исследовательский институт защиты растений ВАСХНИЛ (Ленинград),
- 1941—1951 — Институт прикладной зоологии и фитопатологии, заведующий кафедрой зоологии и дарвинизма (Ленинград),
- в 1942—1946 гг. — вместе с Пушкинским СХИ в эвакуации на Алтае, где с 1943 г. работал во вновь созданном Алтайском сельскохозяйственном институте.
- 1940 — доктор сельскохозяйственных наук; тема диссертации: «Главнейшие мышевидные грызуны СССР и проблема борьбы с ними в сельском хозяйстве». Л., в 2-х частях. Ч. I, 314 с. Ч. II, 314 с.,
- 1946 — решением ВАК утвержден в ученом звании профессора по специальности «Прикладная зоология».

Более 40 лет работал в ВИЗРе (Всесоюзный НИИ защиты растений ВАСХНИЛ), где руководил, созданной им лабораторией зоологии. Научно-исследовательская работа коллектива лаборатории проводилась по всем основным направлениям защиты растений от вредных грызунов, насекомоядных и птиц. На основе эколого-физиологических и токсикологических исследований разрабатывались и внедрялись в практику новые препараты и способы борьбы с сусликами и полевками — главнейшими вредителями сельскохозяйственных культур.
Приоритет отдельных химических препаратов и способов их применения успешно защищался авторскими свидетельствами и патентами. В целях прогноза массовой вредоносности грызунов разрабатывались методы контроля динамики их численности. Также изучалось географическое распространение грызунов и устанавливались зоны их вредоносности. Для повышения эффективности истребительных мероприятий ежегодно подготавливались прогнозы распространения грызунов в основных аграрных зонах страны.
Одновременно с научной работой Б. Ю. Фалькенштейн вел и большую педагогическую работу. Заведовал кафедрой зоологии и дарвинизма в Институте прикладной зоологии и фитопатологии, читал лекции в Ленинградском институте внешней торговли, Псковском педагогическом институте. В ВИЗРе под его руководством прошли аспирантскую подготовку и успешно защитили диссертации многие молодые ученые. Принимал участие в издании учебной и справочной литературы для сельскохозяйственных и лесотехнических высших учебных заведений. Член редколлегии периодического издания института — «Вестник защиты растений».
Умер 31 августа 1978 года в Ленинграде.

## Ученики
Среди его учеников — кандидаты биологических и сельскохозяйственных наук: Азарьян М. Б., Бачурихина Л. С., Быковский В. А., Виноградова Н. В., Голованова Э. Н., Ермичева Л. Ф., Котовщикова М. А., Марголин Л. Б., Мершалова А. Ф., Осипова В. И., Пукинский Ю. Б., Реймов Р., Розинский Ш. А., Скалинов С. В., Ченцова Н. Ю.

## Награды
Награждён значком «Отличник социалистического сельского хозяйства» Наркомзем СССР, медалью «За оборону Ленинграда» — за подготовку военных врачей — эпидемиологов для Ленинградского фронта, «Орденом Трудового Красного Знамени» — за безупречную многолетнюю работу.

## Основные труды
- Доппельмаир Г. Г., Мальчевский А. С., Новиков Г. А., Фалькенштейн Б. Ю. Биология лесных птиц и зверей : Учеб. пособие для лесохоз. и биол. специальностей вузов / Под общ. ред. проф. Г. А. Новикова. — 3-е изд., испр. и доп. — М.: Высшая школа, 1975. — 384 с. — 40 000 экз.
- Поляков И. Я., Фалькенштейн Б. Ю. Борьба с мышевидными грызунами при полезащитном лесоразведении. М.—Л., Гослесбумиздат. 1950. 42 с.
- Попов В. К., Фалькенштейн Б. Ю. Экология крота (Talpa europaea europaea Linn.) и его значение в сельском и лесном хозяйстве // Защита растений. Л. 1936, № 11, с. 109—124.
- Фалькенштейн Б. Ю. Промыслово-охотничьи звери и птицы Ленинградской области и охота на них. М.—Л., Учпедгиз. 1931. 64 с.
- Фалькенштейн Б. Ю. Охота с фотоаппаратом. М.—Л., 1933. 48 с.
- Фалькенштейн Б. Ю. Обзор вредных грызунов и мероприятий по борьбе с ними за 1932 год. НКЗ СССР Л., 1933. 48 с.
- Фалькенштейн Б. Ю. Обзор вредных грызунов и мероприятий по борьбе с ними за 1933 год. ВАСХНИЛ, ВИЗР. Л., 1934. 30 с.
- Фалькенштейн Б. Ю. Положение и перспективы промысла крота в Ленинградской области. В кн.: «Промысловая фауна и охотничье хозяйство». М.—Л., КОИЗ, 1934, с. 7—49.
- Фалькенштейн Б. Ю. Наши грызуны. Определитель грызунов европейской части СССР. Л.—М., Учпедгиз. Лен. отд. 1937. 62 с.
- Фалькенштейн Б. Ю. Некоторые эколого-географические закономерности динамики численности мышевидных грызунов // Защита растений. М.—Л. Сельхозгиз, 1939, № 18, с. 3—15.
- Фалькенштейн Б. Ю. Пути эволюционно-биологического обоснования приманочных методов борьбы с грызунами // Журнал общей биологии. М.—Л. 1946. Т. 7, № 6, с. 473—484.
- Фалькенштейн Б. Ю. Борьба с грызунами и естественный отбор (Эволюционно-физиологические фрагменты теории борьбы с вредными позвоночными) // Труды ВИЗР. 1949, вып. 2. Л., с. 131—142.
- Фалькенштейн Б. Ю., Виноградов Б. С. Мышевидные грызуны, вредящие питомникам и лесонасаждениям, и меры борьбы с ними. Изд. АН СССР. М.—Л. 1951. 36 с.
- Фалькенштейн Б. Ю., Виноградов Б. С. Суслики, вредящие лесным насаждениям, и меры борьбы с ними. Изд. АН СССР. М.—Л. 1952. 38 с.
- Фалькенштейн Б. Ю. Опыт изучения анализаторных функций у вредных грызунов в целях разработки мер борьбы с ними // Успехи современной биологии. М. 1953. Т. 35, № 1, с. 123—133.
- Фалькенштейн Б. Ю. Поведение сусликов при отыскании пищи и защита от них лесных культур // Труды ВИЗР. 1954, вып. 6. Л., с. 151—164.
- Фалькенштейн Б. Ю. Теоретические основы и некоторые итоги исследований химического метода защиты растений от грызунов и птиц // Труды ВИЗР. 1963, вып. 17. Л., с. 49—79.
- Фалькенштейн Б. Ю., Покровский Е. А., Ликвентов А. В. и др. Репелленты и аттрактанты в защите растений // Всесоюзный институт научно-технической информации по сельскому хозяйству. Обзор литературы. Вып. 38 (143). М., 1967. 130 с.